# Wormhout
Wormhout [wɔʁmut] est une commune française située dans le département du Nord, en région Hauts-de-France.

## Géographie

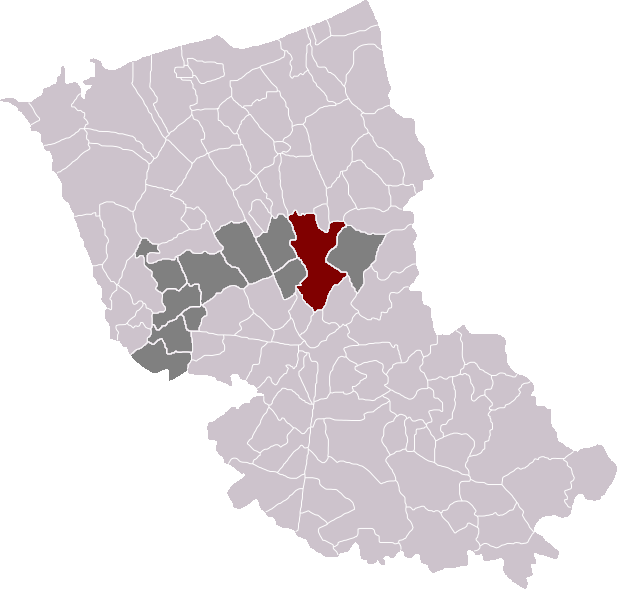
Wormhout dans son canton et son arrondissement.

### Situation
Wormhout est située dans le Houtland, à 21,6 km de Bray-Dunes, 24,5 km de Bailleul, 24,6 km de Gravelines et 32 km d'Estaires.
La commune est traversée par deux cours d'eau, la Peene Becque et l'Yser. Le nom de la Peene se retrouve en Saxe allemande, cf. Peenemünde (embouchure de la Peene).

### Communes limitrophes
| Bissezeele | Quaëdypre Wylder                | West-Cappel        |
| Esquelbecq | Wormhout                        | Bambecque Herzeele |
| Ledringhem | Zermezeele — Hardifort — Cassel | Oudezeele          |

### Environnement
Jusqu'avant la Première Guerre mondiale, les environs de Wormhout et de l'Yser étaient embocagés et abritaient une faune et flore probablement bien plus riche qu'aujourd'hui.
François Joseph Grille d'Angers, dans sa description du département en 1925, décrit les abords de l'Yser à Wormhout, comme « vraiment enchanteurs et, quand on passe en ce pays dans l'arrière saison, on est surpris d'y voir encore la terre parée de ses fleurs les plus belles. Les plantes s'endurcissent avec le climat, et elles résistent plus long-temps dans le Nord à une température alternativement humide et froide, qu'elles ne le feraient dans le Midi. En approchant de Wormhout, notamment du côté de Cassel, on respire un air embaumé qui sort des jardins, des vergers, des parterres et des bocages. De ce village à Bergues, et dans tous ces cantons, on trouve des haies formées d'épines (Aubépine, Prunellier) entrelacées, vives, mais étroites, et qui ne prennent que très-peu de terrain. On n'a que rarement des murs pour entourer les héritages, les haies suffisent dans les plus riches domaines, et cette espèce de clôture, plus riante que l'autre, ajoute encore à l'agrément du pays. Les maisons portent sur leur toit la date de leur construction ; les barrières, les arbres mêmes, ont souvent un chiffre qui indique l'année de leur plantation, tant on aime, dans ces contrées, à se rendre compte de tout et à tenir en règle ses moindres affaires ! »
Les bocage a fortement reculé entre les deux guerres puis après la Seconde Guerre mondiale avec les remembrements et la progression des cultures sur les herbages.
L'Yser fait l'objet d'un contrat de rivière. Elle est un des éléments de la trame verte régionale et doit, dans le cadre du SDAGE, avant 2015 respecter des objectifs de qualité (« bon état écologique des eaux et du bassin versant »), selon la Directive cadre sur l'eau.
Une zone naturelle d'intérêt écologique, faunistique et floristique (ZNIEFF) appelée « Prairies humides de Wormhout » est située au pont de Wylder.

### Hydrographie

#### Réseau hydrographique
La commune est située dans le bassin Artois-Picardie. Elle est drainée par l'Yser, la Peene Becque, la Zermezeele Becque, la Becque d'Oudezeele Land Becque, la Kluythouck Becque, la Résidence le Steenhouck et l'Hooghe Huis,,.
L'Yser est un cours d'eau transfrontalier franco-belge, d'une longueur de 70 km en France, prend sa source dans la commune de Buysscheure. Il s'écoule vers la Mer du Nord, en traversant les Flandres française et belge, et s'y jette à Nieuport en Belgique, dans un estuaire très artificialisé. Les caractéristiques hydrologiques de l'Yser sont données par la station hydrologique située sur la commune. Le débit moyen mensuel est de 1,9 m3/s. Le débit moyen journalier maximum est de 57,129 novembre 202 166,7 m3/s, atteint le même jour.
La Peene Becque, d'une longueur de 24 km, prend sa source dans la commune de Cassel, à 86 m d'altitude, et se jette  dans l'Yser sur la commune, à 6 m d'altitude, après avoir traversé dix communes.
La Sale Becque, d'une longueur de 14 km, prend sa source dans la commune de Hardifort et se jette  dans l'Yser à Herzeele, après avoir traversé quatre communes.

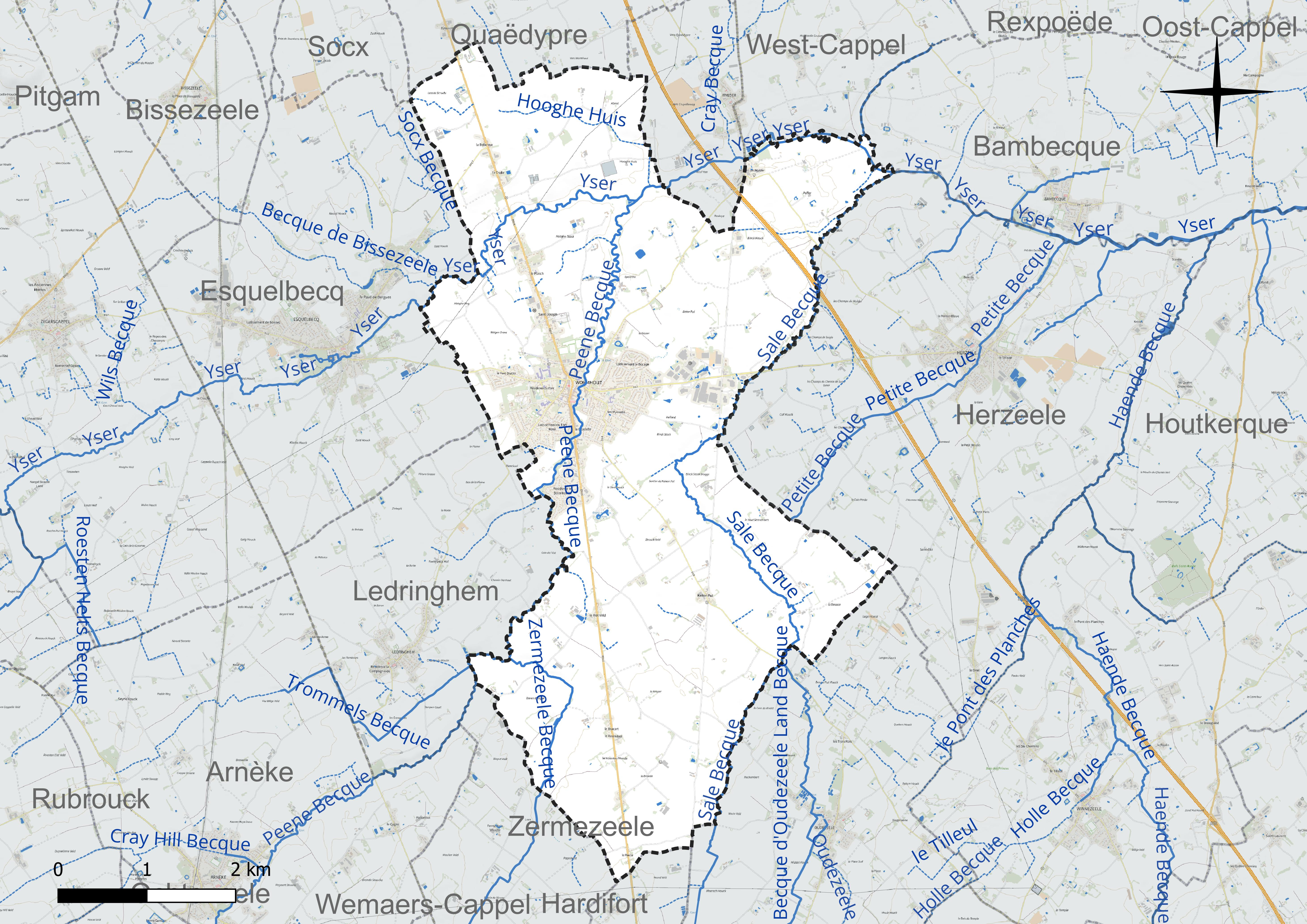
Réseau hydrographique de Wormhout.

Un plan d'eau complète le réseau hydrographique : l'étang des Trois Sources (0,5 ha),.

#### Gestion et qualité des eaux
Le territoire communal est couvert par le schéma d'aménagement et de gestion des eaux (SAGE) « Yser ». Ce document de planification concerne un territoire de 381 km2 de superficie, délimité par le bassin versant de l'Yser en France. Le périmètre a été arrêté le 8 novembre 2005 et le SAGE proprement dit a été approuvé le 30 novembre 2016. La structure porteuse de l'élaboration et de la mise en œuvre est l'Union syndicale d'aménagement hydraulique du Nord (USAN).
La qualité des cours d'eau peut être consultée sur un site dédié géré par les agences de l'eau et l'Agence française pour la biodiversité.

### Climat
Pour des articles plus généraux, voir Climat des Hauts-de-France et Climat du Nord.
En 2010, le climat de la commune est de type climat océanique altéré, selon une étude du CNRS s'appuyant sur une série de données couvrant la période 1971-2000. En 2020, Météo-France publie une typologie des climats de la France métropolitaine dans laquelle la commune est exposée à un climat océanique et est dans la région climatique  Côtes de la Manche orientale, caractérisée par un faible ensoleillement (1 550 h/an) ; forte humidité de l'air (plus de 20 h/jour avec humidité relative > 80 % en hiver), vents forts fréquents.
Pour la période 1971-2000, la température annuelle moyenne est de 10,6 °C, avec une amplitude thermique annuelle de 14,1 °C. Le cumul annuel moyen de précipitations est de 734 mm, avec 12,7 jours de précipitations en janvier et 8,1 jours en juillet. Pour la période 1991-2020, la température moyenne annuelle observée sur la station météorologique la plus proche, située sur la commune de Steenvoorde à 11 km à vol d'oiseau, est de 11,2 °C et le cumul annuel moyen de précipitations est de 727,8 mm,. Pour l'avenir, les paramètres climatiques de la commune estimés pour 2050 selon différents scénarios d'émission de gaz à effet de serre sont consultables sur un site dédié publié par Météo-France en novembre 2022.

## Urbanisme

### Typologie
Au 1er janvier 2024, Wormhout est catégorisée bourg rural, selon la nouvelle grille communale de densité à sept niveaux définie par l'Insee en 2022.
Elle appartient à l'unité urbaine de Wormhout, une unité urbaine monocommunale constituant une ville isolée,. Par ailleurs la commune fait partie de l'aire d'attraction de Dunkerque, dont elle est une commune de la couronne,. Cette aire, qui regroupe 66 communes, est catégorisée dans les aires de 200 000 à moins de 700 000 habitants,.

### Occupation des sols
L'occupation des sols de la commune, telle qu'elle ressort de la base de données européenne d'occupation biophysique des sols Corine Land Cover (CLC), est marquée par l'importance des territoires agricoles (91,5 % en 2018), en diminution par rapport à 1990 (93,9 %). La répartition détaillée en 2018 est la suivante : 
terres arables (90,7 %), zones urbanisées (7 %), zones industrielles ou commerciales et réseaux de communication (1,5 %), prairies (0,8 %). L'évolution de l'occupation des sols de la commune et de ses infrastructures peut être observée sur les différentes représentations cartographiques du territoire : la carte de Cassini (XVIIIe siècle), la carte d'état-major (1820-1866) et les cartes ou photos aériennes de l'IGN pour la période actuelle (1950 à aujourd'hui).

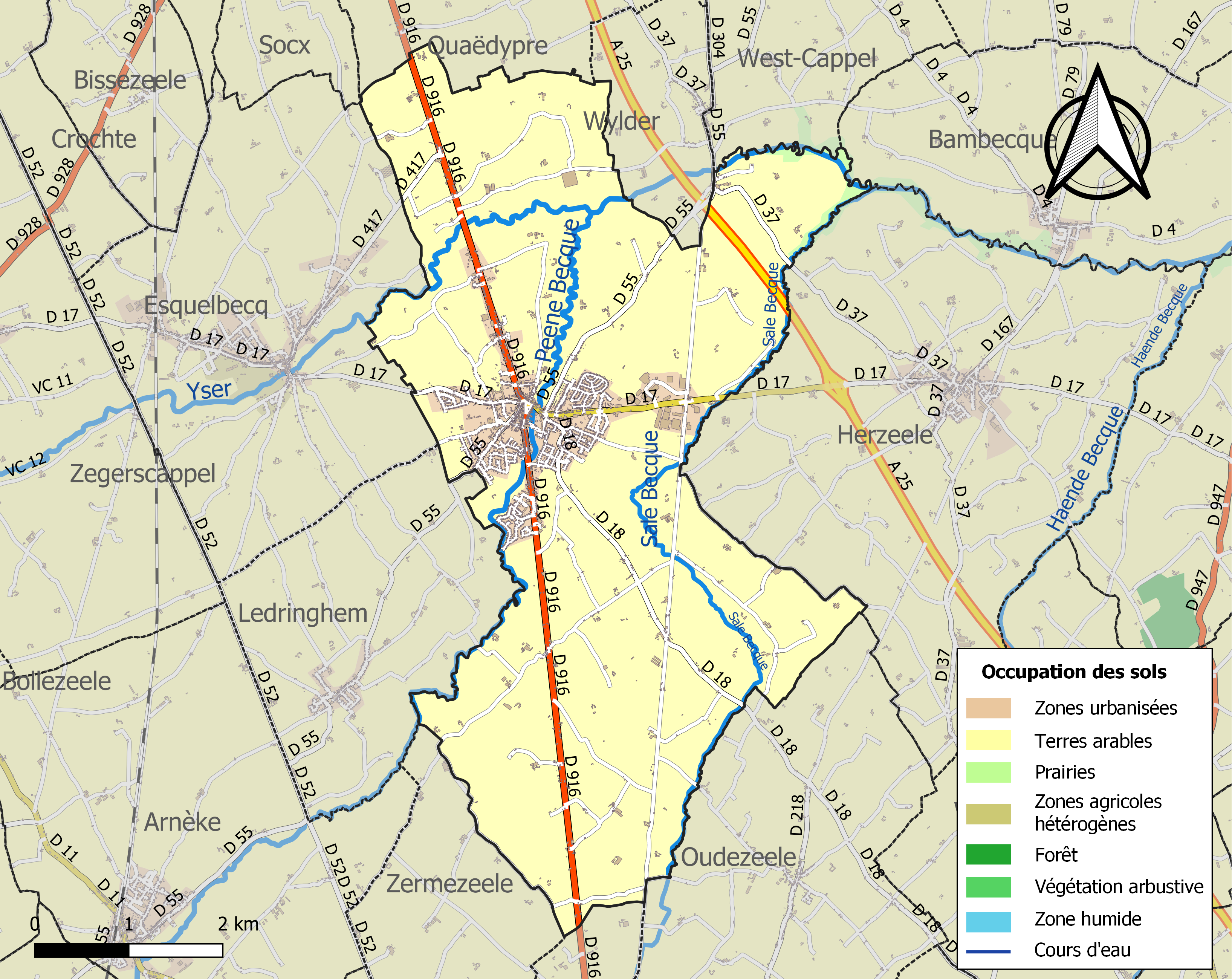
Carte des infrastructures et de l'occupation des sols de la commune en 2018 (CLC).

## Toponymie
Woromhold fin du VIIe siècle.
Le nom de lieu serait l'association de l'anthroponyme germanique Worm- avec le mot flamand hout « bois » qui rappelle qu'autrefois la Flandre (française) était boisée.
Maurits Gysseling propose le germanique wurmi- signifiant « ver » et « serpent » et hulta- signifiant « bois », devenu holt puis hout en flamand. Ce serait donc le « bois des serpents » ou le « bois des vers ». Une vieille légende citée par Louis De Baecker parle d'un sorcier qui aurait débarrassé la région des serpents.

### Noms de lieux-dits
L'Ancre, Leeste Straee, La Belle Vue, La Creulle, Le Rietveld, Le Bracard, Le Coucou, Le Siècle.
Le lieu-dit Hooghe Huis est la zone de confluence de la Peene becque et de l'Yser.

## Histoire

### Avant 1789
Sous le sol de Quaëdypre, Bergues et de Wormhout, ont pu être retrouvés à l'état de fossiles des restes de pachyderme (éléphant ou mammouth) de même type que ceux retrouvés à Arques et datant de la préhistoire.
Une toute première installation humaine à Wormhout existait au Ve siècle : lors de leur invasion de la Gaule en 451, Attila et les Huns dévastent Bergues, alors appelée Groenbergh et plusieurs villes et villages de la région, Arras, Thérouanne, Tournai, etc., ainsi que Wormhout, Esquelbecq, avant de se diriger vers Amiens et Paris.
La première mention connue de Wormhout date de la fin du VIIe siècle dans le cartulaire de l'abbaye de Sithiu, actuellement Saint-Omer. Elle indique la donation faite par un homme de bien nommé Heremarus. Celui ci obtient de saint Bertin que saint Winoc et ses compagnons Quadanoc, Ingenoc et Madoc, alors présents à Bergues, viennent édifier un monastère et un hospice pour les pauvres, malades, pèlerins sur des terrains lui appartenant. Il s'agit d'un domaine nommé Woromhold sur lequel Winoc édifie un monastère vers 695 sur les bords de la Peene Becque. L'église est placée sous le patronage de saint Martin (Martin de Tours). La sacristie s'est enflammé un jour de grande chaleur , alors que les moines faisaient la sieste.
Winoc crée des bâtiments sur le modèle de ceux de l'abbaye de Saint-Bertin de Saint-Omer. Il y meurt le 6 novembre 717. Enterré dans l'église du monastère, son tombeau attire des dévotions, voire des miracles.
Le monastère dura environ deux cents ans, il suivait la règle de saint Benoît. À l'approche des Vikings, vers 846, le corps de saint Winoc fut transporté à l'abbaye de saint-Bertin. Saint Folquin, évêque de Thérouanne l'enterra avec les autres précieuses reliques de l'abbaye pour les cacher.
En 843, l'évêque de Thérouanne est venu visiter Wormhout. Au milieu du IXe siècle, un comte Gérard fait rebâtir l'église de Wormhout. Ce même comte fait construire l'église d'Éperlecques dépendant de Wormhout.
Le monastère, déjà ravagé par les Normands lors des précédentes invasions fut totalement détruit par les Vikings en 881 et rebâti à Bergues-Saint-Winoc.
Les moines survivants allèrent à Bergues tandis que le comte de Flandre Baudouin II fit réédifier une église sur l'emplacement de l'ancienne sépulture de Winoc aux alentours de 900.
Après 1022, les reliques de Winoc étaient transportées chaque année de Bergues à Wormhout la veille et le jour de la saint Jean-Baptiste.
Wormhout dépendait de la châtellenie de Bergues.
Le comté de Wormhout est créé en 1067. L'un des moulins de Wormhout est mentionné dans une charte de 1183 accordée par Philippe d'Alsace en faveur de l'abbaye Saint-Winoc de Bergues. En 1196, le pape Célestin III, à la demande de Philippe, abbé de Bergues confirme au monastère plusieurs privilèges dont la possession de l'autel de Wormhout. Et en 1201, Robert et Guy, chanoines de Reims, (Wormhout était dans le diocèse de Thérouanne, lui-même soumis à l'autorité de l'archevêque de Reims), confirment à l'abbaye de Bergues la possession de la menue dîme (dîme en principe réservée au curé de la paroisse) de Wormhout, à laquelle le curé de la paroisse Walter avait renoncé. Entre 1208 et 1218, un litige (lié à l'affaire de la menue dïme?) s'élève entre l'abbaye et le nouveau curé Chrétien à propos d'une terre située à Wormhout et revendiquée par les deux : on désigne des arbitres (des ecclésiastiques de Furnes et le curé de Ramscapelle) pour trancher le conflit.
Du point de vue religieux, la commune était située dans le diocèse de Thérouanne puis dans le diocèse d'Ypres, doyenné de Bergues.
En 1512, Jacques de Wilgiers, prévôt (prêtre) de Wormhout devient abbé de saint-Winoc.
En 1558, après la reprise de Calais par les Français, le Maréchal de Thermes, Paul de La Barthe de Thermes, mène une expédition française en Flandre, alors terre espagnole (Charles Quint puis Philippe II), et vient jusqu'à Wormhout.
En 1566,l'église est saccagée par les Gueux. Valentin de Pardieu, au service des Espagnols, œuvre à mener une expédition punitive contre les Gueux en Flandre française, en 1568, dans la région d'Hondschoote-Worhmout.
Elle est reconstruite en 1578 et restaurée en 1629 par Charles d'Argenteau, 56e abbé de saint-Winoc.
En 1663, le roi d'Espagne, souverain des Pays-Bas, Philippe IV, accorde à la paroisse le droit de tenir deux foires franches (non soumises à certaines taxes et de ce fait très favorables aux échanges).
Par la paix d'Aix la Chapelle en 1668, Wormhout devient définitivement française.
En 1730, Jean Baptiste van Wormhoudt, procureur (rôle judiciaire) à Bourbourg, époux de Constance Germain, achète un fief dit Wailly, dans la châtellenie de Bourbourg. En 1738, le châtelain de Bourbourg, Eugène Éléonore de Béthisy, le nomme bailli du fief Wythof, bien central de la châtellenie. En 1767, le fief de Wailly passe à son fils également dénommé Jean Baptiste, ancien échevin (membre de l'administration municipale) et greffier aux partages (rôle judiciaire) de Bourbourg. Le même, en 1777, est cité comme renouvelant son serment de foi et loyauté à l'occasion de l'avènement de son nouveau seigneur, le propriétaire foncier de la seigneurie principale de la châtellenie, propriétaire qui n'est autre que le roi de France Louis XVI.
Ce Jean Baptiste est également détenteur d'un autre bien dans la même châtellenie en 1766, date à laquelle il est échevin (membre de l'administration municipale) puis vicomte (poste avec fonctions juridiques) de Bourbourg. Ce second bien passera à son fils Thomas Jean Louis van Wormhoudt, conseiller pensionnaire (conseiller juridique) de Dunkerque.
Le 20 novembre 1855, on découvre à Wormhout un petit pot en terre contenant 350 pièces d'argent. Cette trouvaille est faite, à proximité de l'emplacement de l'ancienne abbaye, dans une pièce à labour, touchant au chemin de Steenvoorde. La plupart des pièces sont des gros (gros) de Flandre frappés sous le comte de Flandre Louis de Male au XIVe siècle mais également des pièces qui paraissaient être des esterlins du roi d'Angleterre Édouard III qui prit Calais en 1347 (Siège de Calais (1346-1347). À cette époque, les monnaies anglaises étaient en vogue en Flandre et les monnaies flamandes les imitaient souvent.

### Après 1789
Au moment de la Révolution française, Pierre Corneille Blanckaert est curé de Wormhout depuis 1761 et doyen du district en 1781. Lors du rassemblement des représentants de la noblesse, du clergé , du tiers-état, à Bailleul, en vue de désigner des représentants aux États généraux de 1789 pour le bailliage de Bailleul, il est un des deux représentants choisis par le clergé, l'autre étant le curé de Blaringhem. Il refuse le mandat, au motif de son âge avancé (né à Zegerscappel en 1724, il a 65 ans) et de son mauvais état de santé. Il a été remplacé par l'évêque d'Ypres, qui fut refusé lors de la vérification des pouvoirs des délégués au motif qu'il n'était pas français. Finalement le curé de Terdeghem Van Den Bavière alla à Versailles. Le curé de Wormhout va refuser de prêter le serment exigé par la constitution civile du clergé, et va s'exiler de l'autre côté de la frontière en décembre 1791, il devient ainsi un émigré. Il meurt en 1799 à Bruges. Il a laissé un manuscrit en flamand sur les évènements de la période. Le document reflète l'état d'esprit de plusieurs membres du clergé de la Flandre maritime face à la Révolution.
En août septembre 1793, Wormhout connut le passage et l'affrontement de troupes françaises et alliées coalisées contre la France dans le cadre de la bataille de Hondschoote  qui permit de lever le siège de Dunkerque fait par les Anglais. Les combats des 6 et 7 septembre 1793 semblent avoir provoqué de gros dégâts dans la commune.
Wormhout est la patrie de naissance de Jacques-Joseph Schelle, évêque constitutionnel du Nord en 1800-1801.
Après la Révolution française, sous le premier Empire, se tient chaque année à Wormhout un franc marché (marché où les ventes sont dispensées de taxes) aux bestiaux en prairial (juin), messidor (juillet) et fructidor (septembre).
En 1806, Wormhout compte onze moulins.
En 1812, Laurent-Ch. De Breyne, natif de Wormhout, conduisit son régiment à Moscou.
Le dimanche 29 août 1858, la commune organise une journée de fête de bienfaisance, avec notamment un concert de musique, dans l'objectif de réunir des fonds pour fonder un hospice et une salle d'asile.
Vers 1910, un chemin de fer de Herzeele à Saint-Momelin, passe par les villages, alors généralement dotés d'une gare, Wormhout, Esquelbecq, Zegerscappel, Bollezeele, Merckeghem, Volckerinckhove-Broxeele, Lederzeele, Nieurlet.
Pendant la première guerre mondiale, en avril 1915, Wormhout est désignée comme commune de repli et de repos pour des troupes retirées du front d'Ypres. Les soldats sont acheminés en autobus en provenance de Woesten. Les chevaux et le fourgon de l'état-major de la 22e brigade d'infanterie arrivent du même endroit à pied,. La halte y est de courte durée, les soldats embarquent rapidement à la gare de Bergues dans un train qui les amène à Pernes, d'où ils sont dirigés vers La Thieuloye (ce genre de changement de lieu de combat avait fréquemment lieu après quelques semaines ou mois) et autres localités proches.

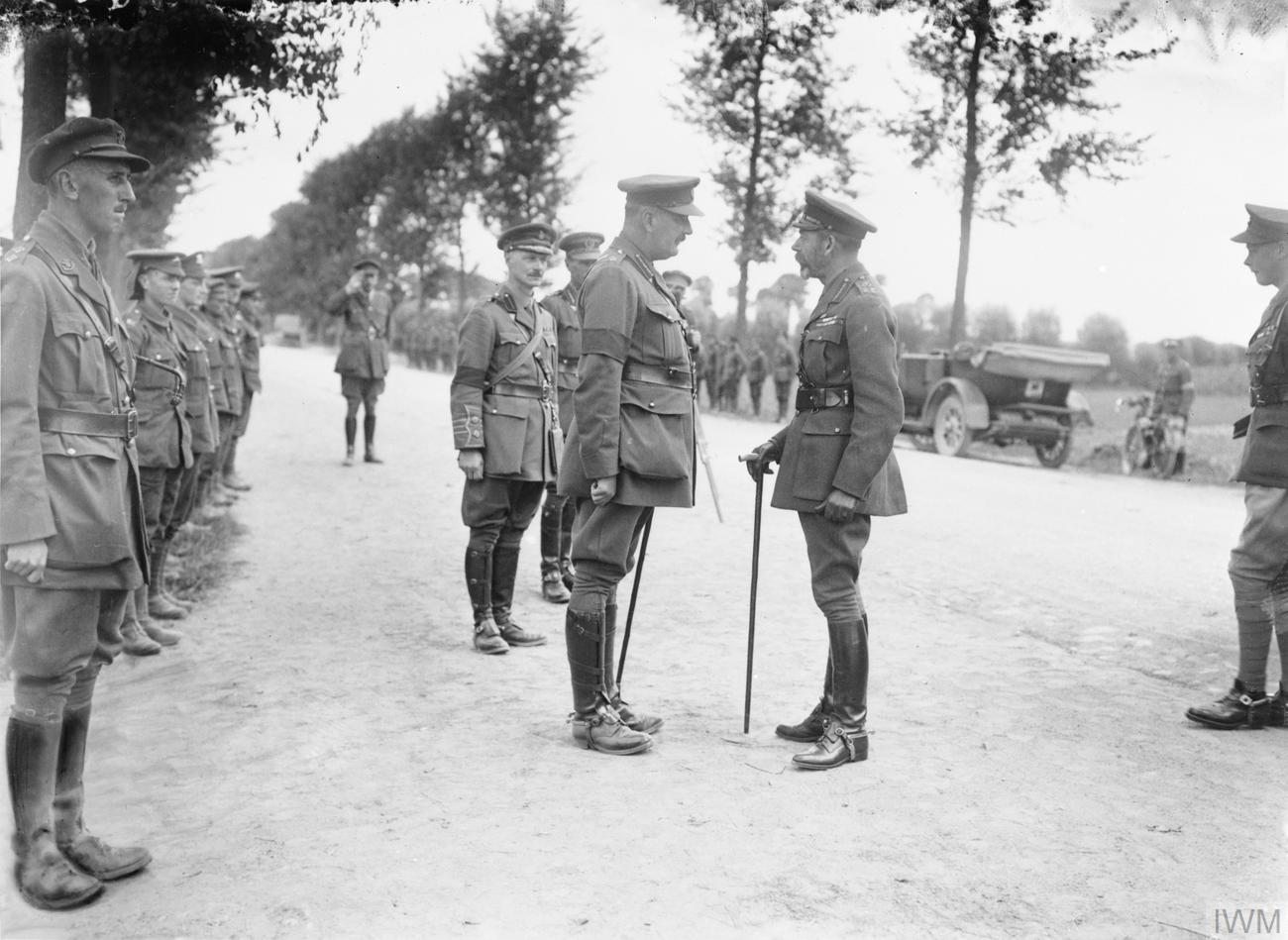
Le roi George V (à droite) conversant avec le Major-General Charles Guinand Blackader, Commandant de la 38e division d'infanterie du Royaume-Uni (38th (Welsh) Division), à Wormhout, le 13 août 1916. Les troupes de la Division sont alignées le long de la route.

Wormhout fait partie en 1917 d'un commandement d'étapes basé à Quaëdypre, c'est-à-dire un élément de l'armée organisant le stationnement de troupes, comprenant souvent des chevaux, pendant un temps plus ou moins long, sur les communes dépendant du commandement, en arrière du front. Wormhout a donc accueilli des troupes de passage. La commune a également fait partie du commandement d'étapes installé à Rexpoëde ou encore en 1917-1918 de celui ayant son siège à Bergues.
La ville est occupée en 1940 par les Allemands lors de la Seconde Guerre mondiale et libérée en 1944.
Les Waffen-SS de la Leibstandarte  mené par Sepp Dietrich, qui participent à l'invasion des Pays-Bas, de la Belgique et de la France en mai-juin 1940, passent par Wormhout. Le 28 mai 1940, a lieu l'évènement connu depuis comme le massacre de Wormhout.
La reddition de la poche de Dunkerque a été signée à Wormhout par le vice-amiral Frisius, trois jours après la reddition de l'Allemagne en 1945.

### Fêtes de Wormhout
Le programme pour 1888 de la fête du village  prévoit plusieurs jours de festivités :
- Dimanche 1er juillet 1888 : grand festival d'harmonies et de fanfares avec primes remises aux sociétés/ Tir à la cible chinoise (sur ombres chinoises?) par les compagnies de sapeurs pompiers avec prix / Tir à la perche organisé par la société de Saint Sébastien avec le concours de la municipalité.
- Lundi 2 juillet : jeux populaires/ Concours de chant sur l'estrade/ Tir à la carabine Flobert (sur grille horizontale).
- Mardi 3 juillet : concert donné par la fanfare communale/ Le soir feu d'artifice et retraite aux flambeaux.
- Dimanche 8 juillet (raccroc de la ducasse) : séance donné par la société de gymnastique de Dunkerque/ Concert par la fanfare municipale[53].

## Héraldique
|  | Les armes de Wormhout se blasonnent ainsi : « D'or au lion de sable armé et lampassé de gueules ». Ancien blason : « D'argent au lion de sable ». |

## Politique et administration

### Tendances politiques et résultats
Résultats de l'élection municipale de 2014 à Wormhout
| Suffrages exprimés            | Suffrages exprimés | Suffrages exprimés | 3 162     |             | 29 sièges à pourvoir | 29 sièges à pourvoir |
|                               |                    |                    |           |             |                      |                      |
| Liste                         | Tête de liste      | Nuance             | Suffrages | Pourcentage | Sièges acquis        | Var.                 |
| Ensemble, dynamisons Wormhout | Frédéric Devos     | DVD                | 1 780     | 56,29 %     | 23 / 29              | 18                   |
| Une équipe pour Wormhout      | Bernard Christiaen | DVG                | 1 382     | 43,71 %     | 6 / 29               | 16                   |

Résultats de l'élection municipale de 2020 à Wormhout
| Suffrages exprimés             | Suffrages exprimés | Suffrages exprimés | 2 121     |             | 29 sièges à pourvoir | 29 sièges à pourvoir |
|                                |                    |                    |           |             |                      |                      |
| Liste                          | Tête de liste      | Nuance             | Suffrages | Pourcentage | Sièges acquis        | Var.                 |
| Ensemble, continuons d'innover | Frédéric Devos     | DVD                | 1 581     | 74,54 %     | 26 / 29              | 3                    |
| Vivons Wormhout autrement      | Jean-Lin Plancke   | DIV                | 540       | 25,46 %     | 3 / 29               | 3                    |

Résultats de l'élection municipale partielle de 2023 à Wormhout
| Suffrages exprimés             | Suffrages exprimés | Suffrages exprimés | 2 654     |             | 29 sièges à pourvoir | 29 sièges à pourvoir |
|                                |                    |                    |           |             |                      |                      |
| Liste                          | Tête de liste      | Nuance             | Suffrages | Pourcentage | Sièges acquis        | Var.                 |
| Unis pour Wormhout             | David Calcoen      | DIV                | 1 409     | 53,09 %     | 22 / 29              | 19                   |
| Ensemble, continuons d'innover | Frédéric Devos     | DVD                | 1 245     | 46,91 %     | 7 / 29               | 19                   |

### Liste des maires

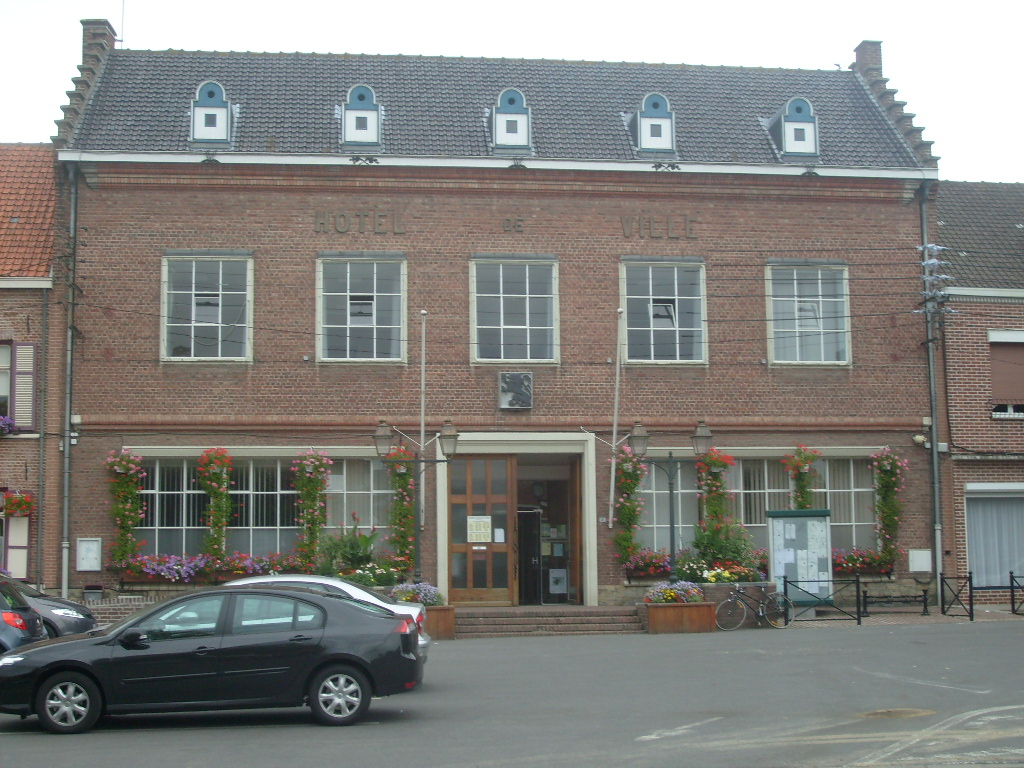
L'hôtel de ville.

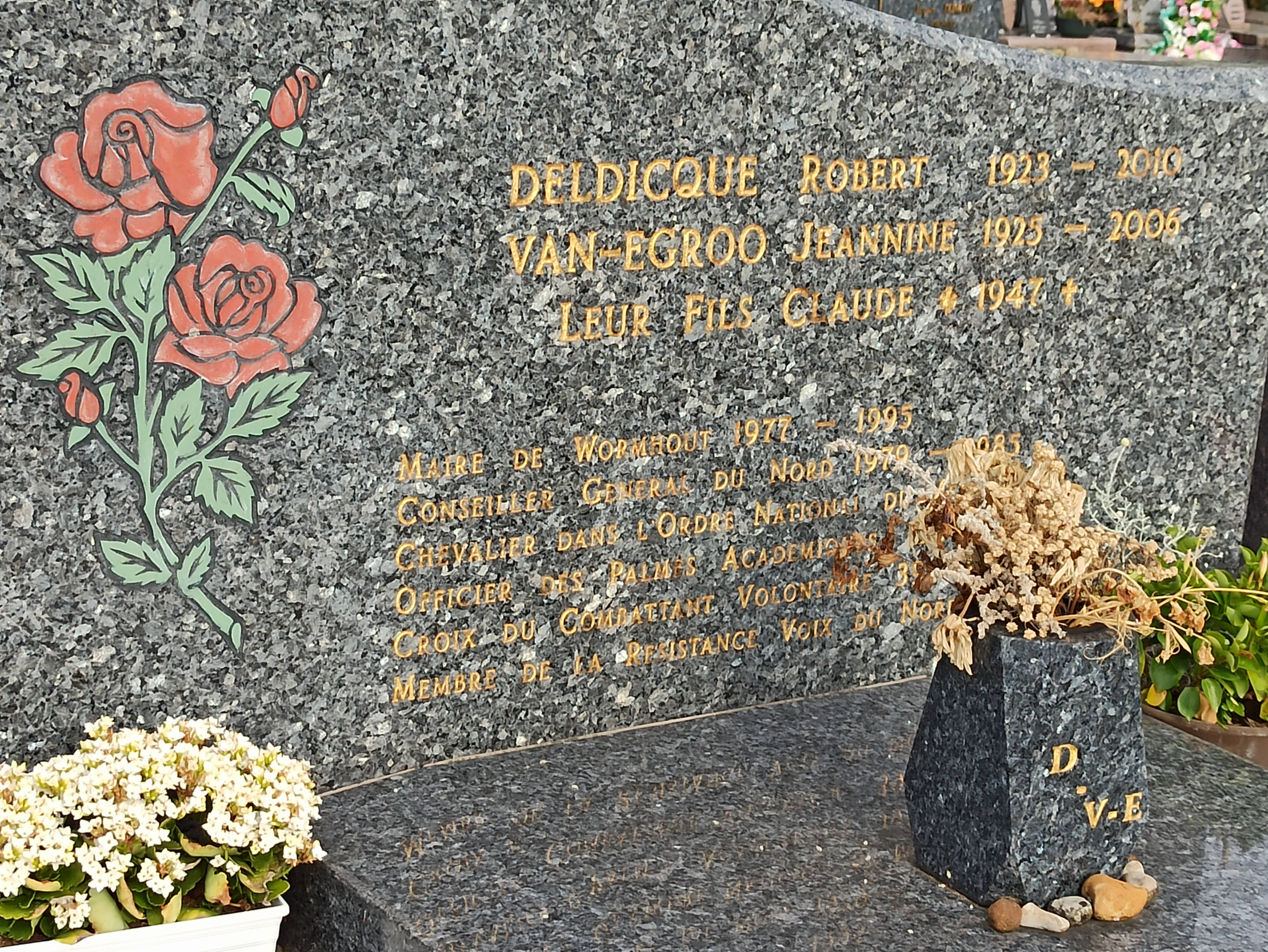
Tombe de Robert Deldicque (1923-2010), maire de Worhmout de 1977 à 1995, conseiller général de 1979 à 1985, membre de la résistance Voix du Nord, officier des palmes académiques.

## Population et société

### Démographie

#### Évolution démographique
L'évolution du nombre d'habitants est connue à travers les recensements de la population effectués dans la commune depuis 1793. Pour les communes de moins de 10 000 habitants, une enquête de recensement portant sur toute la population est réalisée tous les cinq ans, les populations de référence des années intermédiaires étant quant à elles estimées par interpolation ou extrapolation. Pour la commune, le premier recensement exhaustif entrant dans le cadre du nouveau dispositif a été réalisé en 2008.

En 2022, la commune comptait 5 645 habitants, en évolution de +0,84 % par rapport à 2016 (Nord : +0,51 %, France hors Mayotte : +2,11 %).
| 1793  | 1800  | 1806  | 1821  | 1831  | 1836  | 1841  | 1846  | 1851  |
| ----- | ----- | ----- | ----- | ----- | ----- | ----- | ----- | ----- |
| 3 078 | 3 345 | 3 535 | 3 775 | 4 020 | 3 895 | 3 828 | 3 991 | 3 869 |

| 1856  | 1861  | 1866  | 1872  | 1876  | 1881  | 1886  | 1891  | 1896  |
| ----- | ----- | ----- | ----- | ----- | ----- | ----- | ----- | ----- |
| 3 769 | 3 811 | 3 703 | 3 701 | 3 759 | 3 649 | 3 706 | 3 575 | 3 498 |

| 1901  | 1906  | 1911  | 1921  | 1926  | 1931  | 1936  | 1946  | 1954  |
| ----- | ----- | ----- | ----- | ----- | ----- | ----- | ----- | ----- |
| 3 420 | 3 449 | 3 258 | 3 113 | 2 892 | 2 845 | 2 839 | 2 879 | 2 720 |

| 1962  | 1968  | 1975  | 1982  | 1990  | 1999  | 2006  | 2008  | 2013  |
| ----- | ----- | ----- | ----- | ----- | ----- | ----- | ----- | ----- |
| 2 826 | 3 004 | 4 332 | 5 133 | 5 057 | 4 984 | 5 191 | 5 254 | 5 469 |

| 2018  | 2022  | - | - | - | - | - | - | - |
| ----- | ----- | - | - | - | - | - | - | - |
| 5 665 | 5 645 | - | - | - | - | - | - | - |

#### Pyramide des âges
La population de la commune est relativement jeune.
En 2018, le taux de personnes d'un âge inférieur à 30 ans s'élève à 34,1 %, soit en dessous de la moyenne départementale (39,5 %). À l'inverse, le taux de personnes d'âge supérieur à 60 ans est de 28,2 % la même année, alors qu'il est de 22,5 % au niveau départemental.
En 2018, la commune comptait 2 763 hommes pour 2 902 femmes, soit un taux de 51,23 % de femmes, légèrement inférieur au taux départemental (51,77 %).
Les pyramides des âges de la commune et du département s'établissent comme suit.
| Hommes | Classe d’âge | Femmes |
| ------ | ------------ | ------ |
| 0,6    | 90 ou +      | 1,7    |
| 7,4    | 75-89 ans    | 9,8    |
| 17,3   | 60-74 ans    | 19,6   |
| 20,1   | 45-59 ans    | 18,8   |
| 18,3   | 30-44 ans    | 18,2   |
| 16,3   | 15-29 ans    | 14,0   |
| 20,1   | 0-14 ans     | 17,9   |

| Hommes | Classe d’âge | Femmes |
| ------ | ------------ | ------ |
| 0,5    | 90 ou +      | 1,4    |
| 5,3    | 75-89 ans    | 8,1    |
| 14,8   | 60-74 ans    | 16,2   |
| 19,1   | 45-59 ans    | 18,4   |
| 19,5   | 30-44 ans    | 18,7   |
| 20,7   | 15-29 ans    | 19,1   |
| 20,2   | 0-14 ans     | 18     |

## Culture et patrimoine
Deux chemins de randonnée pédestre permettent de découvrir la ville et son environnement :
- Le circuit « La plaine au bois » de 6,7 km qui emmène jusqu'à la commune voisine d'Esquelbecq[62].
- Le « Circuit du moulin de la briarde » de 14 km[63].

### Lieux et monuments

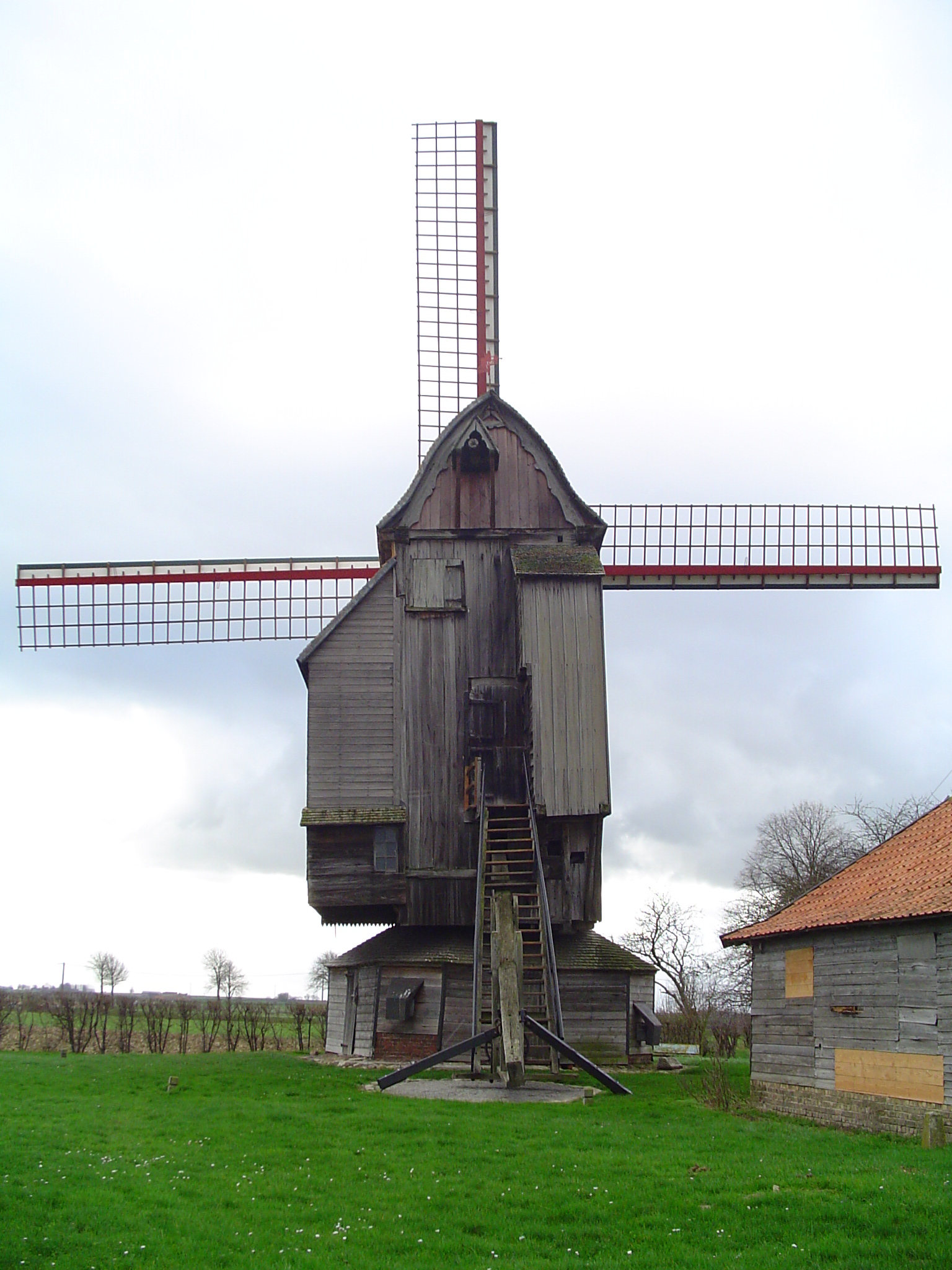
Le moulin de Riele.
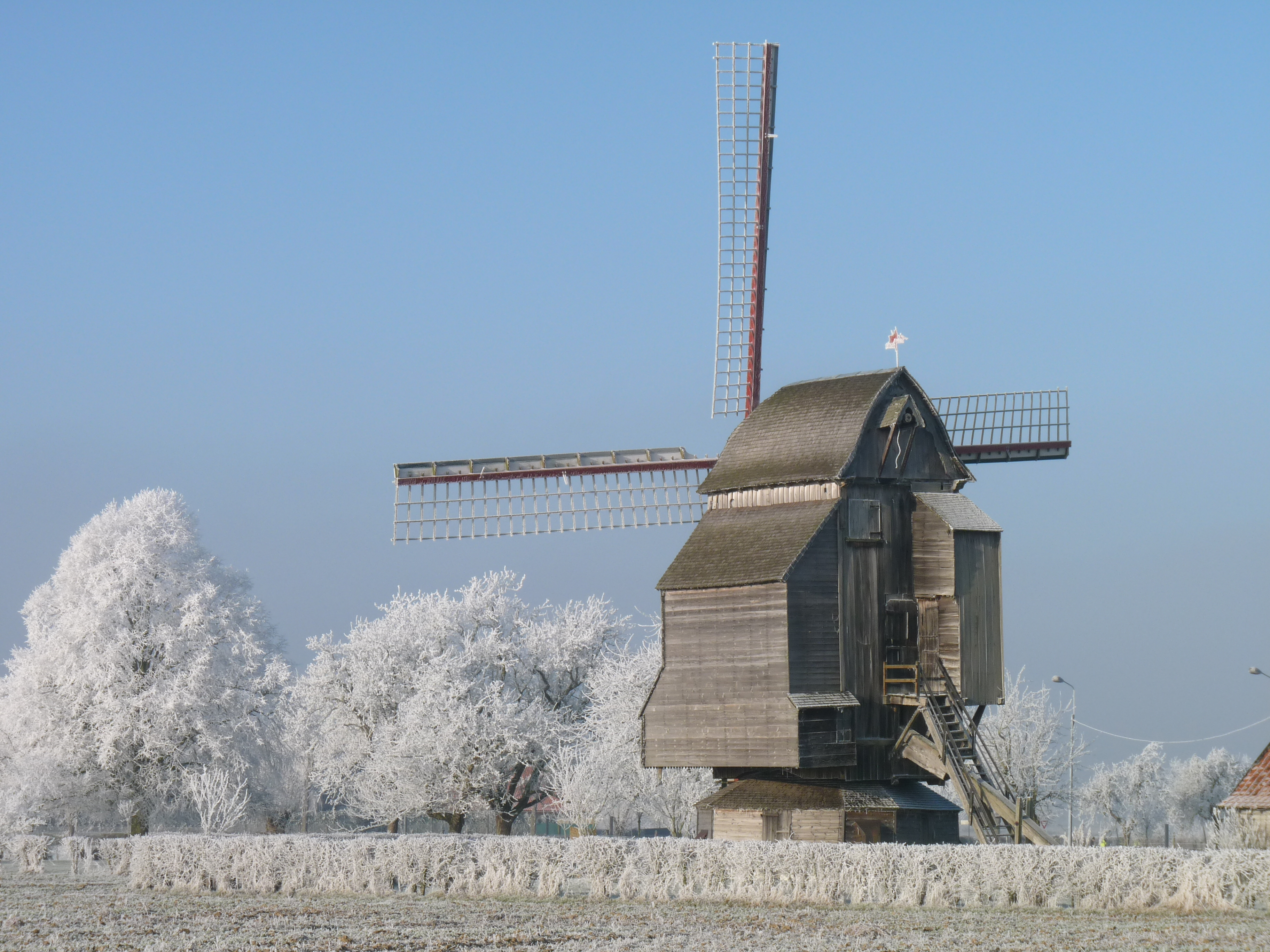
Le moulin de Riele sous la neige.
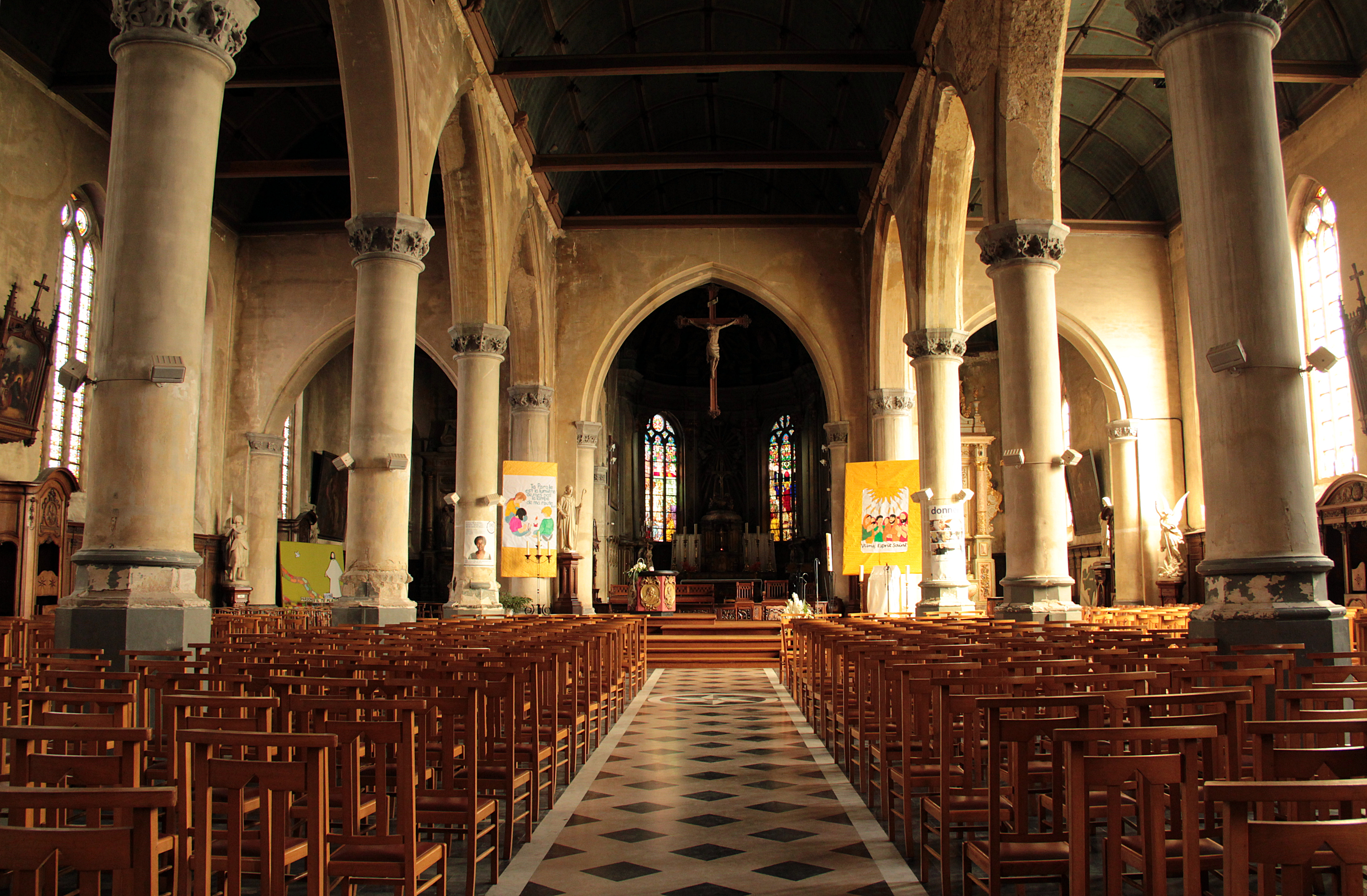
Nef, collatéraux et chœur (XVIIe siècle) de l'église Saint-Martin.
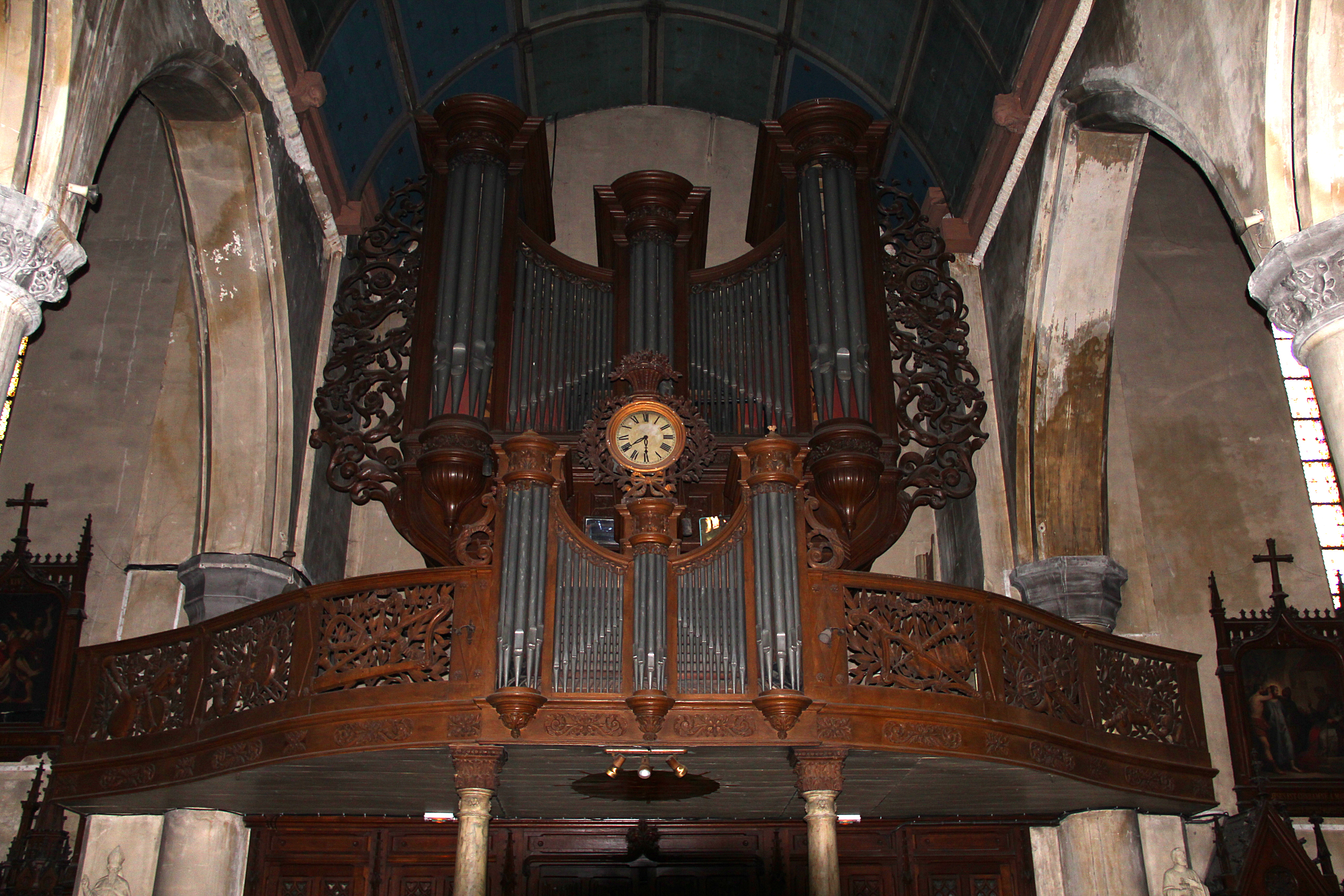
Les Grandes orgues (XVIIIe siècle) de l'église Saint-Martin.

La commune compte trois monuments historiques :
- Moulin de Riele ou moulin Deschodt, construit en 1756, racheté en 1921 par Abel Deschodt qui le restaura et le remis en activité. Après 40 ans de service, il fut légué à la commune qui le réhabilite avec l'aide de l'ARAM. Il a été inscrit par arrêté du 24 octobre 1977[64].
- Église Saint-Martin de Wormhout, église-halle de brique de sable des XVIe et XVIIe siècles : tour XVIe ; Elle a été classée par arrêté du 2 novembre 1987[65]. Retable Nord (18e) dédié à Notre-Dame des Larmes (invoquée pour les soucis de la vie). Retable-lambris au centre (19e) dédié à la Sainte Trinité. Retable Sud (17e) dédié à la Sainte Famille (invoquée pour confier les peines et joies de sa famille). Les deux premiers sont en attente d'une restauration urgente ; Tables de communion, confessionnaux et lambris en chêne, richement sculptés et offert par l'abbé Vandewalle ; Grand orgue XVIIIe : 3 claviers et 1 pédalier, initialement prévu pour l'église saint Éloi de Dunkerque. 7 Grands tableaux provenant des saisies révolutionnaires des couvents de Bergues sont placés dans l'église pour « éviter leur dépérissement » (en attente urgente de restauration).
- Maison du 17 rue d'Herzeele édifiée aux XVIIIe et XIXe siècles, inscrit par arrêté du 14 septembre 1984[66].Maison du 17 rue d'Herzeele.

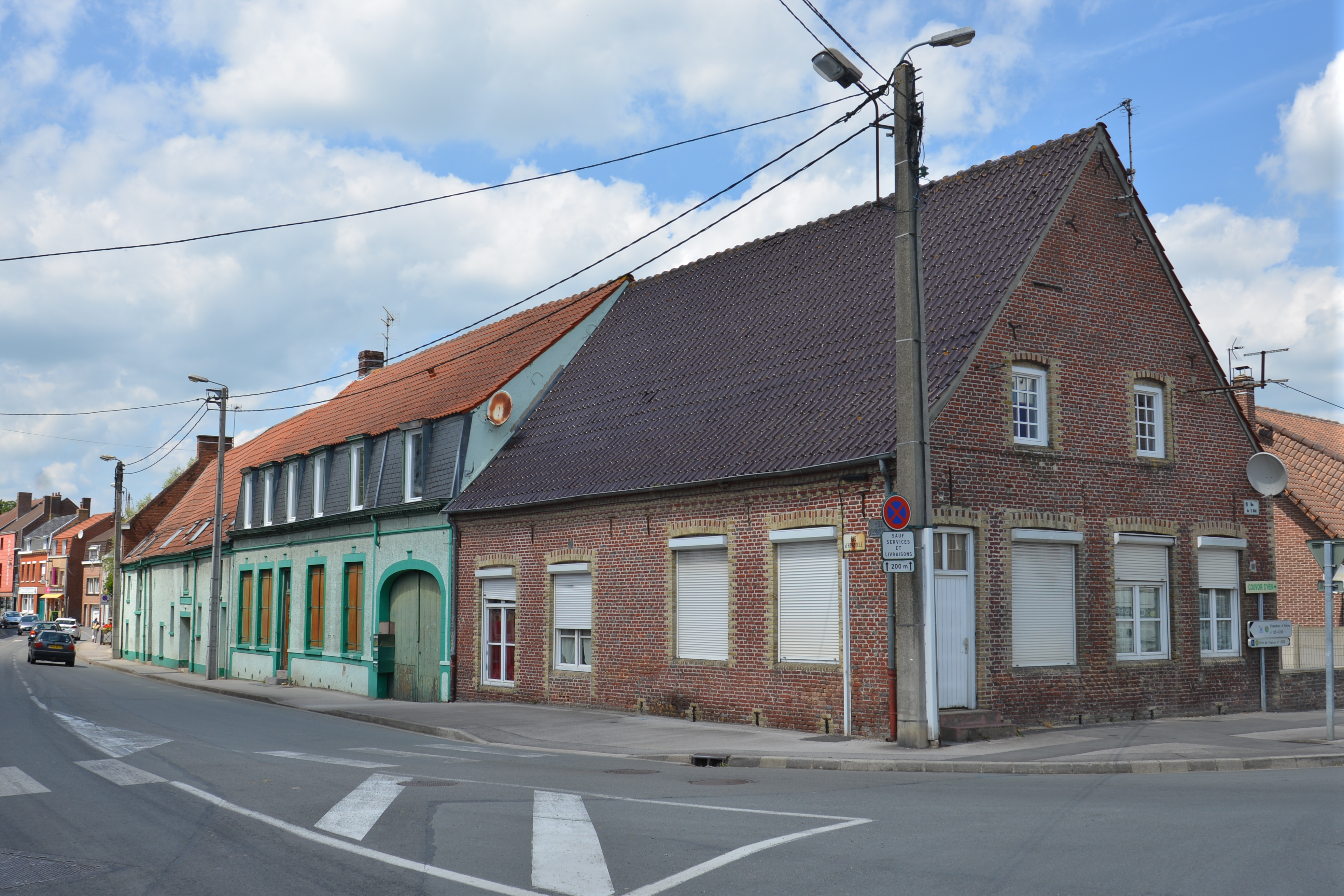
Maison du 17 rue d'Herzeele.

- Musée Jeanne-Devos de Wormhout, musée de la maison flamande de Jeanne Devos (première femme photographe 1902-1989) : mobilier typique, fonds photographique de 1825 à 1980.
- Kiosque à musique début XXe, acheté à la ville de Cassel en 1929, démonté puis remonté pièce par pièce et inauguré le 6 juillet 1930 (béton, bois et ferronnerie d'art) – Entièrement restauré à l'identique en 2020.
- Les trois marches marquant l'entrée nord de l'ancien cimetière, actuellement sur le trottoir au droit de la boulangerie, face au calvaire de l'église.
- L'ancien cinéma communal (et paroissial ?) avec sa façade remarquable de briques jaunes, rue Louis Blanckaert.
- L'ancienne gare ferroviaire de Wormhout, rue de la gare.
- L'étang des trois sources, zone de détente, sport, pêche et astronomie.

### Chapelles et calvaires
- Chapelle Notre-Dame de Lourdes (? - famille BOUREZ), route de Cassel : construite en briques rouges et couverte d'ardoises, elle contient la statue de Notre-Dame de Lourdes, et une statue de Sainte Apolline que l'on vient invoquer pour obtenir quelques soulagements aux maux de dents.
- Chapelle Notre-Dame de Lourdes (1981 - famille ROBYN), Steene straete : érigée par Mme Bertina ROBYN qui en avait fait le vœu à l'âge de sept ans et a pu le concrétiser à la suite d'un gain au jeu.
- Chapelle Notre-Dame de Lourdes (1904 - famille COCKEMPOT), vieille rue (visible depuis la route de Cassel): elle est édifiée à la suite de la perte d'animaux de la ferme. Construite en briques jaunes et rouges, elle est de style flamand et est entretenude régulièrement avec soin par la famille.
- Chapelle Notre-Dame de Lourdes (1842 - famille ?), route de Wylder : sa construction étant antérieure aux apparitions de Lourdes, dévotion antérieure non connue.
- Chapelle Notre-Dame de Grâces (1914 - famille RUYSSEN), à l'entrée de l'étang des 3 sources : construite par Gustave RUYSSEN en briques rouges, couverte d'ardoises. Elle abrite une statue, qui était autrefois promenée en procession à Péronne en Mélantois.
- Chapelle Notre-Dame du Sacré-Cœur (1955 - famille LOYWICK), route de Steenvoorde : a été bénie le 15 août 1955. Elle est entre autres, vouée aux causes désespérées.
- Chapelle Sainte Apolline (1746 - famille MOUCHIE), Peeper straete : elle est dédiée à Sainte Apolline. Elle porte sur son fronton les trois dates de construction et de restaurations successives : 1746, 1862, 1930. On venait ici y préserver les animaux de la peste bovine.
- Chapelle Sainte Apolline et Notre-Dame de Lourdes (1930 -famille DEBAVELAERE), Peeper Straete : elle est dédiée à Sainte-Apolline et à Notre Dame de Lourdes. Construite à l'initiative du Baron Bernard de VILMAREST, en remerciement d'avoir préservé la ferme de la destruction pendant la première Guerre Mondiale.
- Chapelle Notre-Dame de Lourdes et Thérèse de l'Enfant Jésus (1859 - famille LABAERE), voie romaine : date de construction non connue. Elle est dédiée à Notre dame de Lourdes et à Sœur Thérèse de l'enfant Jésus.
- Chapelle à la dévotion non connue (date ? - famille ?), la kruyste straete, route d'Herzeele : on ne connait pas exactement la date de sa construction, a été récemment déplacée après un incendie lors de la construction de la zone d'entreprises. On y vient pour guérir les maux de dents.
- Chapelle à la dévotion non connue (date ? - famille ?), chemin vicinal de Zermezeele
- Chapelle à la dévotion non connue (date ? - famille ?), chemin de la vieille rue, voie communale 117
- Chapelle Notre-Dame de Lourdes (1925 - famille DESCHODT), dite des 4 vents : petite chapelle en bois sur un poteau contenant 4 petîles statuettes, construite par Abel DESCHODT, dernier propriétaire du moulin de Wormhout.
- Chapelle du musée Jeanne Devos
- Le calvaire dit « de sainte Catherine » (roue dentée), XXe siècle, route de Ledringhem
- Le calvaire (1981 - famille ROBYN), Stenen straete
- Le calvaire du Kiechen Put (XXe siècle - famille non connue), route de Steenvoorde, érigé par une famille, lors de la Première Guerre mondiale, afin que son fils, parti à la guerre, revienne en bonne santé. Endommagé à la suite d'un accident en 2013, il est restauré puis bénit par le père Raymond MBELE le 24 avril 2016. Désormais auvent en tuiles et grilles métalliques protègent l'enclos.
- Le grand calvaire – XIXe siècle, au pied de la tour de l'église saint Martin (grilles et décors peints, retirées en 1989) – Repeint en 2019
- Le grand calvaire du cimetière – XXe siècle, route de Bergues – Repeint en 2019[67]

### Langue flamande
Wormhout fait partie des villages où le flamand de France était couramment parlé dans le passé. Afin de préserver cette culture, une expérimentation est lancée en 2007 par le Rectorat de Lille pour assurer un enseignement d'une heure de flamand par semaine, dans les écoles publiques du CE2 au CM2. Les communes de Wormhout, Volckerinckhove et les regroupements pédagogiques intercommunaux de Noordpeene, Buysscheure, Ochtezeele ont accepté d'y participer. L'enseignement fondé sur le volontariat, deux tiers des familles y souscrivent, a été donné par le maire de Wormhout, Frédéric Devos, professeur des écoles, de 2007 à 2019. Celui-ci a pris sa retraite en 2019 et n'a pas été remplacé pour l'année scolaire 2019-2020. Le 2 septembre 2020, il n'y avait pas encore de nomination pour cet enseignement pendant l'année scolaire 2020-2021, malgré les protestations des maires concernés, lesquels constataient le choix de plusieurs familles de scolariser leurs enfants en Belgique. Pour l'année scolaire 2021-2022, un appel à candidature a été lancé par le Rectorat en janvier 2021.

## Personnalités liées à la commune
- Jacques-Joseph Schelle, né à Wormhout le 14 juin 1747, mort à Dunkerque le 12 mars 1803, évêque constitutionnel du Nord en 1800-1801.
- Jacques Dehaene : homme d'église et homme politique. Fondateur du Collège des Dunes de Dunkerque.
- Winoc (+717) : originaire de Bretagne, il est le saint fondateur de la communauté wormhoutoise au VIe siècle par l'implantation d'un petit monastère et d'un hospice construits en bois près de la Peene Beecque.
- Jeanne Devos : photographe.

## Culte et enseignement catholiques
- Le territoire de Wormhout est intégré à la nouvelle paroisse saint Winoc et saint Folquin de l'Houtland créée en 1994 avec la raréfaction des prêtres, dont font également partie les communes d'Herzeele, Wylder, Bambecque, Ledringhem, Esquelbecq et Zegers-Cappel. La paroisse se trouve sur le Doyenné des moulins de Flandre, lui-même faisant partie du Diocèse de Lille.
- L'enseignement catholique est implanté sur la commune avec l'école Saint Joseph et le collège Notre-Dame.

## Jumelages
Llandudno (Royaume-Uni)

## Pour approfondir